# Ajaho
Ajaho (auch: Outsa Daoueni) ist ein Ort auf der Insel Anjouan im Inselstaat Komoren im Indischen Ozean.

## Geographie
Ajaho liegt zusammen mit Ngandzalé im Osten der Insel im Tal des Flusses Mro Ajaho auf ca. 344 m Höhe.